# Poslanecký klub Starostové a nezávislí
Poslanecký klub Starostové a nezávislí (STAN) pro 9. volební období Poslanecké sněmovny vznikl 15. října 2021. Tvoří jej 33 poslanců, z toho 11 žen. V lednu 2022 došlo po rezignaci Jana Farského k převolení vedení poslaneckého klubu. Předsedou se stal Josef Cogan, 1. místopředsedou Lukáš Vlček a řadovými místopředsedy Věra Kovářová, Michaela Opltová, Jan Lacina, Viktor Vojtko a Jan Kuchař. Ve volbách do Poslanecké sněmovny 2021 hnutí kandidovalo v koalici s Piráty. Dohromady získali 37 mandátů, z toho 33 poslanců bylo zvoleno jako kandidáti hnutí STAN. Klub působí druhé volební období samostatně, do roku 2017 byli poslanci STAN členy klubu TOP 09 a STAN.

## Historie klubu
| Volby | Počet zvolených poslanců | Postavení klubu                        | Předseda klubu          | Předseda strany          |
| ----- | ------------------------ | -------------------------------------- | ----------------------- | ------------------------ |
| 2017  | 6/200                    | Opozice                                | Jan Farský              | Petr Gazdík, Vít Rakušan |
| 2021  | 33/200                   | Koalice (ODS, KDU-ČSL, TOP 09, Piráti) | Jan Farský, Josef Cogan | Vít Rakušan              |

### Členové klubu v letech 2017–2021
| Jméno a příjmení | Volební kraj       |
| ---------------- | ------------------ |
| Jan Farský       | Hlavní město Praha |
| Petr Gazdík      | Zlínský kraj       |
| Věra Kovářová    | Středočeský kraj   |
| Jana Krutáková   | Jihomoravský kraj  |
| Petr Pávek       | Liberecký kraj     |
| Martin Půta      | Liberecký kraj     |
| Vít Rakušan      | Středočeský kraj   |

## Vedení klubu
| Funkce           | Jméno a příjmení | Volební kraj         |
| ---------------- | ---------------- | -------------------- |
| Předseda klubu   | Josef Cogan      | Královéhradecký kraj |
| 1. místopředseda | Lukáš Vlček      | Kraj Vysočina        |
| Místopředsedkyně | Věra Kovářová    | Středočeský kraj     |
| Místopředsedkyně | Michaela Opltová | Plzeňský kraj        |
| Místopředseda    | Jan Lacina       | Hlavní město Praha   |
| Místopředseda    | Viktor Vojtko    | Jihočeský kraj       |
| Místopředseda    | Jan Kuchař       | Karlovarský kraj     |

## Členové klubu
| Jméno a příjmení      | Volební kraj         |
| --------------------- | -------------------- |
| Vladimír Balaš        | Hlavní město Praha   |
| Roman Bělor           | Hlavní město Praha   |
| Jan Berki             | Liberecký kraj       |
| Josef Bernard         | Plzeňský kraj        |
| Josef Cogan           | Královéhradecký kraj |
| Tomáš Dubský          | Pardubický kraj      |
| Martin Exner          | Středočeský kraj     |
| Jan Farský            | Liberecký kraj       |
| Josef Flek            | Jihomoravský kraj    |
| Petr Gazdík           | Zlínský kraj         |
| Jiří Hájek            | Pardubický kraj      |
| Martin Hájek          | Jihomoravský kraj    |
| Věra Kovářová         | Středočeský kraj     |
| Jana Krutáková        | Jihomoravský kraj    |
| Jan Kuchař            | Karlovarský kraj     |
| Jan Lacina            | Hlavní město Praha   |
| Petr Letocha          | Moravskoslezský kraj |
| Jarmila Levko         | Liberecký kraj       |
| Petr Liška            | Ústecký kraj         |
| Ondřej Lochman        | Středočeský kraj     |
| Tomáš Müller          | Olomoucký kraj       |
| Hana Naiclerová       | Olomoucký kraj       |
| Eliška Olšáková       | Zlínský kraj         |
| Michaela Opltová      | Plzeňský kraj        |
| Pavla Pivoňka Vaňková | Jihočeský kraj       |
| Lucie Potůčková       | Královéhradecký kraj |
| Petra Quittová        | Jihomoravský kraj    |
| Vít Rakušan           | Středočeský kraj     |
| Michael Rataj         | Moravskoslezský kraj |
| Michaela Šebelová     | Moravskoslezský kraj |
| Barbora Urbanová      | Středočeský kraj     |
| Lukáš Vlček           | Kraj Vysočina        |
| Milada Voborská       | Hlavní město Praha   |
| Viktor Vojtko         | Jihočeský kraj       |